# فرهنگسرای خانواده

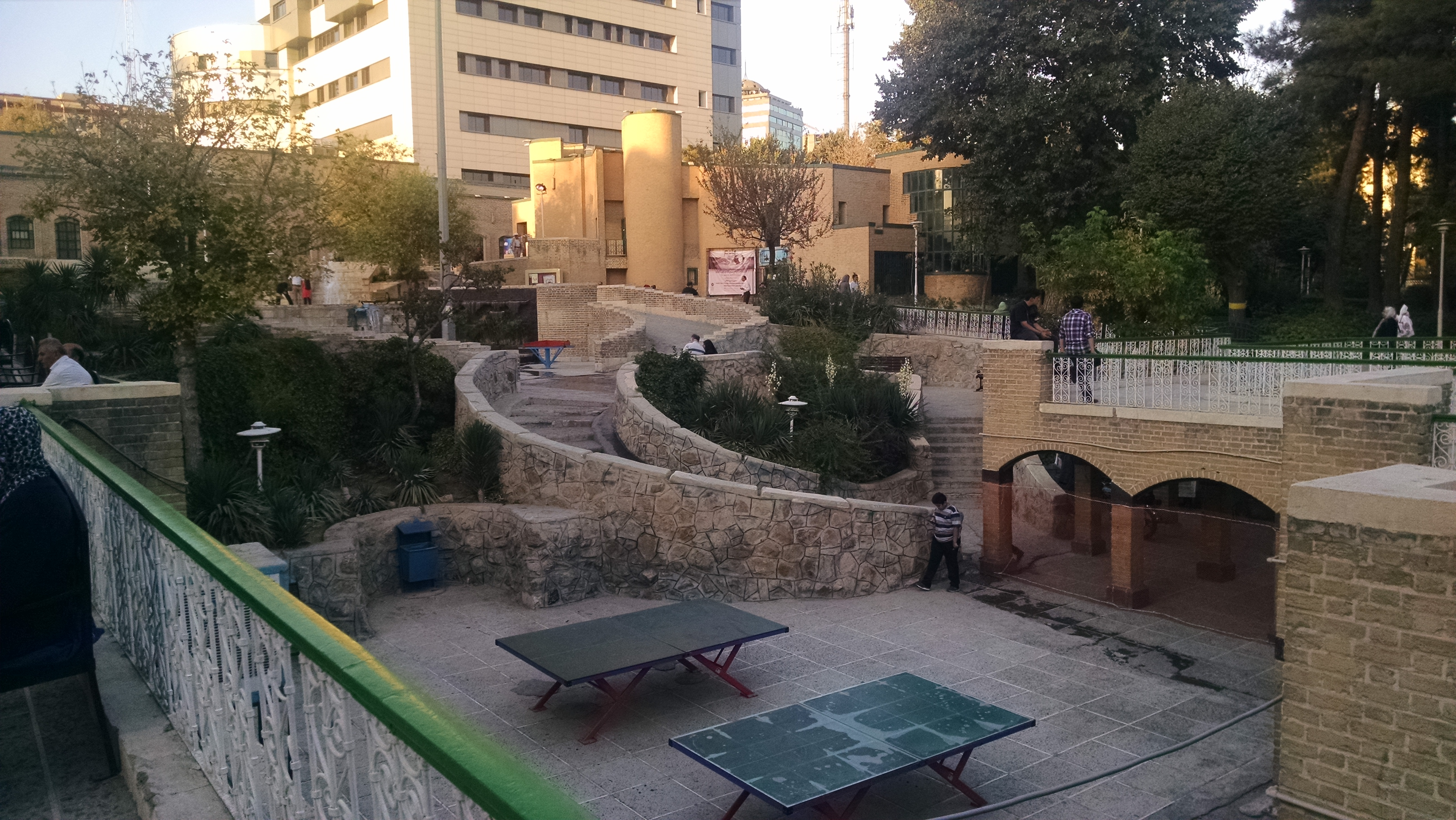
کتابخانه و فرهنگسرای خانواده (شفق)

فرهنگسرای خانواده، با نام‌های سابق فرهنگسرای دانشجو و شفق یکی از بزرگ‌ترین فرهنگسراهای تهران است که در پارک شفق در محله یوسف‌آباد تهران با طراحی کامران دیبا و به عنوان اولین فرهنگسرای ایران ساخته شده است.
ساختمانهای داخلی فرهنگسرا، طی سال‌های ۱۳۴۵ تا ۱۳۴۸ توسط شهرداری تهران احداث شد. ابنیه داخل پارک محل استقرار واحدهای اداری و اجرائیات راهنمایی و رانندگی بوده تا اینکه شهرداری منطقه ۶ به منظور استفاده بهینه از این فضا، تصمیم به تغییر کاربری این مجموعه به عنوان فرهنگ‌سرا گرفت. به منظور عملی ساختن این تصمیم بازسازی ساختمان موجود از اردیبهشت ماه ۱۳۷۲ آغاز و پس از تکمیل عملیات آن، که ۱۸ ماه به طول انجامید، سر انجام در تاریخ ۱۹ مهرماه ۱۳۷۳ مقارن با سالروز ولادت حضرت زینب کبری (س) با عنوان فرهنگ سرای شفق توسط جمعی از مسئولین وقت گشایش یافت.
این فرهنگ سرا در پی هویتی شدن فرهنگ سراهای تهران در سال ۱۳۸۰ با هویت دانشجو به «فرهنگ سرای دانشجو» تغییر نام داد و تا تیر ماه ۱۳۸۸ با این نام به فعالیت خود ادامه داد. از این تاریخ و در پی محلی شدن دوباره فرهنگ سراها این مجموعه به «فرهنگ سرای شفق» تغییر نام داد و از سال ۱۳۹۸ این مرکز به نام فرهنگسرای خانواده تاکنون به ارائه خدمات برای شهروندان می پردازد.
این فرهنگسرا دارای یک تالار نمایش مجهز با ظرفیت ۲۰۸ نفر، سرای کتاب، نگارخانه شفق، سرای کودک، سرای آبی، کارگاه چهره، کارگاه سفال، کارگاه معرق و تعدادی کلاس آموزشی است.